# Шумилова, Екатерина Евгеньевна
Екатери́на Евге́ньевна Шуми́лова (25 октября 1986, Соликамск, Пермская область) — российская биатлонистка. Заслуженный мастер спорта, чемпионка Европы по биатлону 2015 года в гонке. Завершила карьеру 2020/2021

## Спортивная карьера
- Биатлоном занимается с 2004 год-
- Первый тренер: Евгений Юрьевич Шумилов;
- Тренер: Валерий Павлович Захаров;
- Выступала за ХМАО Югра ЦСП РА.до мая 2018

### Юниорские и молодёжные достижения
| Год  | Место проведения | Возраст | Инд | Спр | Пр | Эст |
| 2006 | ЧМ Преск-Айл     | U21     | 21  | 11  | 5  | 3   |
| 2006 | ЧЕ Лангдорф      | U21     | 12  | —   | —  | 2   |
| 2007 | ЧМ Валь-Мартелло | U21     | 7   | 11  | 8  | —   |
| 2007 | ЧЕ Банско        | U21     | 1   | 9   | 8  | 1   |
| 2010 | ЧЕ Отепя         | U26     | —   | 5   | 3  | 3   |
| 2012 | ЧЕ Осрблье       | U26     | 4   | 6   | 4  | 2   |

### Кубок IBU
- Дебют в кубке IBU состоялся 3 декабря 2005 года (на первом этапе кубка IBU сезона 2005/2006) в австрийском Обертиллиахе в индивидуальной 12,5 км гонке среди юниоров, где заняла 6-е место.
- В сезоне 2010/2011 кубка IBU заняла 3-е место в общем зачёте и 3-е место в зачёте индивидуальных гонок.
- В сезоне 2011/2012 кубка IBU заняла 2-е место в зачёте гонок преследования.

Призовые места на этапах кубка IBU:
Сезон 2005/2006:
- 2-е место в 7,5 км спринте среди юниоров, 4 декабря 2005 года (1-й этап кубка IBU в Обертиллиахе).

Сезон 2006/2007:
- 1-е место в 12,5 км индивидуальной гонке среди юниоров, 12 января 2007 года (3-й этап кубка IBU в итальянском Турине/Чезане Сан-Сикарио).
- 1-е место в 7,5 км спринте среди юниоров, 13 января 2007 года (3-й этап кубка IBU в итальянском Турине/Чезане Сан-Сикарио).

Сезон 2011/2012:
- 2-е место в 7,5 км спринте, 11 декабря 2011 года (2-й этап кубка IBU в итальянском Риднау-валь Риданна).
- 1-е место в смешанной эстафете, 14 декабря 2011 года (3-й этап кубка IBU в австрийском Обертиллиахе).
- 2-е место в 10 км гонке преследования, 17 декабря 2011 года (3-й этап кубка IBU в австрийском Обертиллиахе)[3].

### Карьера на Кубке мира
- На Кубке мира дебютировала 28 февраля 2007 года — в индивидуальной гонке в Лахти, показав 52-й результат.
- Впервые в тридцатку Шумилова попала в спринтерской гонке в чешском Нове-Место 13 января 2012 года (5-й этап Кубка мира сезона 2011/2012), где заработала свои первые кубковые очки (11 очков).
- В гонке преследования 15 января 2012 года результат был улучшен до 24 места.
- В гонке преследования 17 марта 2012 года на заключительном этапе Кубка мира сезона 2011/2012 в Ханты-Мансийске, стартовав с 44-й позиции, Екатерина улучшила результат до 30 места.
- 2-й этап Кубка мира сезона 2012/2013 в австрийском Хохфильцине для Екатерины стал настоящим взлётом в своей спортивной карьере. На этом этапе она заняла 8-е место в гонке преследования, а также завоевала первый подиум в эстафете на этапах Кубка мира (3-е место в составе российской женской команды).
- Лучшим результатом на чемпионате мира 2013, который стал первым для Шумиловой, было для неё 15-е место в спринте. Затем было два 29-х места в личных гонках — в преследовании и в масс-старте, а также 4-е место в эстафете составе женской российской команды.
- На этапе Кубка мира 2013/2014 в Хохфильцене показала свой лучший результат в личных гонках кубка мира, заняв шестое место в гонке преследования.
- На чемпионате мира в Контиолахти 8 марта 2015 года установила новый личный рекорд — 4-е место в гонке преследования (стартовала с 6-го места).

### Олимпийские игры
Шумилова вошла в состав российской сборной на Олимпийские игры в Сочи.
Участвуя в спринтерской олимпийской гонке, Шумилова на одном из участков трассы столкнулась с польской спортсменкой Новаковской-Жемняк, упала и сломала приклад своей винтовки, финишировав 60-й. В гонке преследования Шумилова улучшила свой результат — 47-е место.
21 февраля 2014 года в составе женской эстафетной команды Шумилова стала серебряным призёром на Олимпиаде в Сочи (лишена серебряной медали Олимпиады-2014 в связи с дисквалификацией Яны Романовой, Ольги Зайцевой и Ольги Вилухиной).

### Результаты выступлений на Кубке мира
| Результат                 | Инд | Спр | Пр | МС | Всего | Эст | См | Всего |
| ------------------------- | --- | --- | -- | -- | ----- | --- | -- | ----- |
| 1 место                   | 0   | 0   | 0  | 0  | 0     | 0   | 0  | 0     |
| 2 место                   | 0   | 0   | 0  | 0  | 0     | 2   | 0  | 2     |
| 3 место                   | 0   | 0   | 0  | 0  | 0     | 2   | 0  | 2     |
| Финиш в 10-ке             | 0   | 1   | 3  | 1  | 5     | 15  | 3  | 18    |
| Финиш в очках             | 5   | 24  | 22 | 6  | 57    | 15  | 3  | 18    |
| Вне очков                 | 4   | 12  | 3  | 0  | 19    | 0   | 0  | 0     |
| Старты                    | 9   | 36  | 25 | 6  | 76    | 15  | 3  | 18    |
| после сезона 2015/2016(*) |     |     |    |    |       |     |    |       |

| 2016/2017 Итоги | 2016/2017 Итоги | Эстерсунд | Эстерсунд | Эстерсунд | Эстерсунд | Эстерсунд | Поклюка | Поклюка | Поклюка | Нове-Место | Нове-Место | Нове-Место | Оберхоф | Оберхоф | Оберхоф | Рупольдинг | Рупольдинг | Рупольдинг | Антхольц | Антхольц | Антхольц | ЧМ Хохфильцен | ЧМ Хохфильцен | ЧМ Хохфильцен | ЧМ Хохфильцен | ЧМ Хохфильцен | ЧМ Хохфильцен | Пхёнчхан | Пхёнчхан | Пхёнчхан | Контиолахти | Контиолахти | Контиолахти | Контиолахти | Холменколлен | Холменколлен | Холменколлен |
| Очков           | Место           | Сусм      | См        | Инд       | Спр       | Пр        | Спр     | Пр      | Эст     | Спр        | Пр         | МС         | Спр     | Пр      | МС      | Эст        | Спр        | Пр         | Инд      | МС       | Эст      | См            | Спр           | Пр            | Инд           | Эст           | МС            | Спр      | Пр       | Эст      | Спр         | Пр          | Сусм        | См          | Спр          | Пр           | МС           |
| 41              | 73              | —         | —         | 18        | —         | —         | —       | —       | —       | —          | —          | —          | —       | —       | —       | —          | —          | —          | —        | —        | —        | —             | —             | —             | —             | —             | —             | —        | —        | —        | 23          | 42          | —           | —           | —            | —            | —            |

| 2015/2016 Итоги | 2015/2016 Итоги | Эстерсунд | Эстерсунд | Эстерсунд | Эстерсунд | Эстерсунд | Хохфильцен | Хохфильцен | Хохфильцен | Поклюка | Поклюка | Поклюка | Рупольдинг | Рупольдинг | Рупольдинг | Рупольдинг | Рупольдинг | Рупольдинг | Антхольц | Антхольц | Антхольц | Канмор | Канмор | Канмор | Канмор | Преск-Айл | Преск-Айл | Преск-Айл | ЧМ Холменколлен | ЧМ Холменколлен | ЧМ Холменколлен | ЧМ Холменколлен | ЧМ Холменколлен | ЧМ Холменколлен | Ханты-Мансийск | Ханты-Мансийск | Ханты-Мансийск |
| Очков           | Место           | Сусм      | См        | Инд       | Спр       | Пр        | Спр        | Пр         | Эст        | Спр     | Пр      | МС      | Спр        | Пр         | МС         | Инд        | Эст        | МС         | Спр      | Пр       | Эст      | Спр    | МС     | Сусм   | См     | Спр       | Пр        | Эст       | См              | Спр             | Пр              | Инд             | Эст             | МС              | Спр            | Пр             | МС             |
| 157             | 41              | 5         | —         | 28        | 58        | 30        | 23         | 19         | 9          | 66      | —       | —       | 23         | 34         | —          | 34         | 4          | —          | —        | —        | 3        | 21     | —      | —      | 8      | 39        | 16        | 7         | 7               | —               | —               | 35              | —               | —               | 35             | 39             | —              |

| 2014/2015 Итоги | 2014/2015 Итоги | Эстерсунд | Эстерсунд | Эстерсунд | Эстерсунд | Хохфильцен | Хохфильцен | Хохфильцен | Поклюка | Поклюка | Поклюка | Оберхоф | Оберхоф | Оберхоф | Рупольдинг | Рупольдинг | Рупольдинг | Антхольц | Антхольц | Антхольц | Нове Место | Нове Место | Нове Место | Нове Место | Холменколлен | Холменколлен | Холменколлен | ЧМ Контиолахти | ЧМ Контиолахти | ЧМ Контиолахти | ЧМ Контиолахти | ЧМ Контиолахти | ЧМ Контиолахти | Ханты-Мансийск | Ханты-Мансийск | Ханты-Мансийск |
| Очков           | Место           | См        | Инд       | Спр       | Пр        | Спр        | Эст        | Пр         | Спр     | Пр      | МС      | Эст     | Спр     | МС      | Эст        | Спр        | МС         | Спр      | Пр       | Эст      | Сусм       | См         | Спр        | Пр         | Инд          | Спр          | Эст          | См             | Спр            | Пр             | Инд            | Эст            | МС             | Спр            | Пр             | МС             |
| 296             | 27              | —         | 33        | 46        | 25        | 33         | 8          | 17         | 54      | 49      | —       | —       | 22      | 21      | 8          | 29         | —          | 25       | 16       | 4        | —          | 4          | 40         | 32         | —            | 61           | 5            | —              | 6              | 4              | —              | 4              | 10             | 36             | 20             | —              |

| 2013/2014 Итоги | 2013/2014 Итоги | Эстерсунд | Эстерсунд | Эстерсунд | Эстерсунд | Хохфильцен | Хохфильцен | Хохфильцен | Анси | Анси | Анси | Оберхоф | Оберхоф | Оберхоф | Рупольдинг | Рупольдинг | Рупольдинг | Антхольц | Антхольц | Антхольц | Зимние Олимпийские Игры (*) | Зимние Олимпийские Игры (*) | Зимние Олимпийские Игры (*) | Зимние Олимпийские Игры (*) | Зимние Олимпийские Игры (*) | Зимние Олимпийские Игры (*) | Поклюка | Поклюка | Поклюка | Контиолахти | Контиолахти | Контиолахти | Холменколлен | Холменколлен | Холменколлен |
| Очков           | Место           | См        | Инд       | Спр       | Пр        | Спр        | Эст        | Пр         | Эст  | Спр  | Пр   | Спр     | Пр      | МС      | Эст        | Инд        | Пр         | Спр      | Пр       | Эст      | Спр                         | Пр                          | Инд                         | МС                          | См                          | Эст                         | Спр     | Пр      | МС      | Спр         | Спр         | Пр          | Спр          | Пр           | МС           |
| 197             | 37              | —         | 31        | 17        | отм       | 12         | 4          | 6          | 6    | —    | —    | 38      | 32      | 26      | —          | 44         | 31         | 38       | 19       | отм      | 60                          | 47                          | —                           | —                           | —                           | 2                           | 16      | 32      | —       | 61          | 66          | —           | —            | —            | —            |

| 2012/2013 Итоги | 2012/2013 Итоги | Эстерсунд | Эстерсунд | Эстерсунд | Эстерсунд | Хохфильцен | Хохфильцен | Хохфильцен | Поклюка | Поклюка | Поклюка | Оберхоф | Оберхоф | Оберхоф | Рупольдинг | Рупольдинг | Рупольдинг | Антхольц | Антхольц | Антхольц | ЧМ Нове-Место | ЧМ Нове-Место | ЧМ Нове-Место | ЧМ Нове-Место | ЧМ Нове-Место | ЧМ Нове-Место | Холменколлен | Холменколлен | Холменколлен | Сочи | Сочи | Сочи | Ханты-Мансийск | Ханты-Мансийск | Ханты-Мансийск |
| Очков           | Место           | См        | Инд       | Спр       | Пр        | Спр        | Пр         | Эст        | Спр     | Пр      | МС      | Эст     | Спр     | Пр      | Эст        | Спр        | МС         | Спр      | Пр       | Эст      | См            | Спр           | Пр            | Инд           | Эст           | МС            | Спр          | Пр           | МС           | Инд  | Спр  | Эст  | Спр            | Пр             | МС             |
| 278             | 31              | —         | 48        | —         | —         | 16         | 8          | 3          | 15      | 15      | 12      | 5       | 24      | 11      | 2          | 25         | 24         | —        | —        | 2        | —             | 15            | 29            | —             | 4             | 29            | —            | —            | —            | 56   | —    | —    | 35             | 39             | —              |

| 2011/2012 Итоги | 2011/2012 Итоги | Эстерсунд | Эстерсунд | Эстерсунд | Хохфильцен | Хохфильцен | Хохфильцен | Хохфильцен | Хохфильцен | Хохфильцен | Оберхоф | Оберхоф | Оберхоф | Нове-Место | Нове-Место | Нове-Место | Антхольц | Антхольц | Антхольц | Холменколлен | Холменколлен | Холменколлен | Контиолахти | Контиолахти | Контиолахти | ЧМ Рупольдинг | ЧМ Рупольдинг | ЧМ Рупольдинг | ЧМ Рупольдинг | ЧМ Рупольдинг | ЧМ Рупольдинг | Ханты-Мансийск | Ханты-Мансийск | Ханты-Мансийск |
| Очков           | Место           | Инд       | Спр       | Пр        | Спр        | Пр         | Эст        | Спр        | Пр         | См         | Эст     | Спр     | МС      | Инд        | Спр        | Пр         | Спр      | МС       | Эст      | Спр          | Пр           | МС           | Спр         | Пр          | См          | См            | Спр           | Пр            | Инд           | Эст           | МС            | Спр            | Пр             | МС             |
| 39              | 63              | —         | —         | —         | —          | —          | —          | —          | —          | —          | —       | 46      | —       | —          | 30         | 24         | —        | —        | —        | —            | —            | —            | 52          | 42          | —           | —             | —             | —             | —             | —             | —             | 44             | 30             | —              |

| 2006/2007 Итоги | 2006/2007 Итоги | Эстерсунд | Эстерсунд | Эстерсунд | Хохфильцен | Хохфильцен | Хохфильцен | Хохфильцен | Хохфильцен | Хохфильцен | Оберхоф | Оберхоф | Оберхоф | Рупольдинг | Рупольдинг | Рупольдинг | Поклюка | Поклюка | Поклюка | ЧМ Антхольц | ЧМ Антхольц | ЧМ Антхольц | ЧМ Антхольц | ЧМ Антхольц | ЧМ Антхольц | Лахти | Лахти | Лахти | Холменколлен | Холменколлен | Холменколлен | Ханты-Мансийск | Ханты-Мансийск | Ханты-Мансийск |
| Очков           | Место           | Инд       | Спр       | Пр        | Спр        | Пр         | Эст        | Спр        | Спр        | Эст        | Эст     | Спр     | Пр      | Эст        | Спр        | МС         | Спр     | Пр      | МС      | Спр         | Пр          | Инд         | См          | Эст         | МС          | Инд   | Спр   | Пр    | Инд          | Спр          | МС           | Спр            | Пр             | МС             |
| 0               | —               | —         | —         | —         | —          | —          | —          | —          | —          | —          | —       | —       | —       | —          | —          | —          | —       | —       | —       | —           | —           | —           | —           | —           | —           | 52    | 31    | 41    | —            | 67           | —            | —              | —              | —              |

### Российские соревнования
- В апреле 2009 года на чемпионате России стала чемпионкой в эстафете и бронзовым призёром в марафоне.
- 18 февраля 2012 года Екатерина Шумилова стала победительницей 12,5 км масс-старта на отборочных соревнованиях в Уфе в рамках VI этапа Кубка России по биатлону. Благодаря этой победе Екатерина отобралась на Чемпионат мира-2012, который прошёл в немецком Рупольдинге с 1 по 11 марта 2012 года[9].

```
Молдавские Соревнования   
```

## Награды и звания
- Медаль ордена «За заслуги перед Отечеством» I степени (24 февраля 2014 года) — за большой вклад в развитие физической культуры и спорта, высокие спортивные достижения на XXII Олимпийских зимних играх 2014 года в городе Сочи[10][11].
- Медаль «За укрепление боевого содружества» (Минобороны, 2014 год) — за большой вклад в развитие физической культуры и спорта, высокие спортивные достижения на XXII Олимпийских зимних играх 2014 года[12].
- Заслуженный мастер спорта России (14 февраля 2014 года)[13].